# Mutpa, Chitapur
Mutpa là một làng thuộc tehsil Chitapur, huyện Gulbarga, bang Karnataka, Ấn Độ.